# Czerwone berety (film)
Czerwone berety – polski film przygodowy z 1962 roku w reżyserii Pawła Komorowskiego, zrealizowany na podstawie noweli Pół godziny przyjaźni autorstwa Albina Siekierskiego.
Zdjęcia kręcono w Krakowie i okolicach, we Wrocławiu, Szczecinku, Niepołomicach, Kłodzku oraz na stacji PKP Łagiewniki Dzierżoniowskie.

## Fabuła
Grzegorz postanawia służyć w oddziale komandosów, ale spóźnia się na pociąg. Jedzie nocnym i będąc kompletnie pijany napastuje młodą kobietę oraz wyrzuca konduktora z pociągu. Jego kolega, Jerzy, szantażuje go, tymczasem Grzegorz dowiaduje się, że Jerzy był w poprawczaku. Podczas ćwiczeń Grzegorz ratuje Jerzego.

## Główne role
- Marta Lipińska − pielęgniarka, dziewczyna Grzegorza
- Marian Kociniak − Grzegorz Warecki
- Andrzej Szajewski − Jerzy Kardas
- Tadeusz Kalinowski − sierżant Feliks Kudaśko
- Władysław Dewoyno − konduktor
- Jacek Domański − Tadeusz
- Hieronim Konieczka − dyrektor Zakładu Poprawczego w Małkach
- Henryk Maruszczyk − porucznik Henryk Leszczyński, zastępca dowódcy ds. politycznych
- Leonard Pietraszak − porucznik